# Adolfo Domínguez Monedero
|  | No s'ha de confondre amb Adolfo Domínguez Fernández. |

Adolfo Domínguez Monedero   (segle XX) és un historiador espanyol doctorat en Història Antiga (l'any 1987 per la Universitat Complutense de Madrid) i professor a la Universitat Autònoma de Madrid (des de 1980). Des de l'any 2009 és catedràtic a la mateixa Universitat. La seva recerca s'ha centrat en l'estudi de la Grècia arcaica, principalment en les colonitzacions gregues a la Mediterrània occidental. Així mateix, s'ha dedicat a l'estudi dels problemes de la geografia antiga i al coneixement de les poblacions preromanes de la península ibèrica.
Ha participat i liderat diversos grups de recerca a diferents universitats tant espanyoles com estrangeres, com ara: el Grup de recerca HÉLADE. Grècia: societats, territoris i estructures polítiques a l'Antiguitat, per a la Universitat Autònoma de Madrid; Grup de recerca Compenhagen Polis Centre, per a la Universitat de Copenhaguen; o el Grup Iberia Graeca, per al Museu Arqueològic Nacional d'Espanya.
És acadèmic corresponent de la Reial Acadèmia de la Història, per la província de Madrid.

## Obres
Entre les seves publicacions, podem destacar, a més dels seus nombrosos articles en revistes especialitzades i ponències en congressos (com els realitzats per a la Fundació Juan March), els títols següents:
- Colonización griega y mundo funerario indígena en el Mediterráneo Occidental (Madrid, 1987),
- La colonización griega en Sicilia.
- Griegos, indígenas y púnicos en la Sicilia Arcaica: integración y aculturación (Oxford, 1989)
- La polis y la expansión colonial griega (siglos VIII-VI), Madrid, Editorial Síntesis, 1991. ISBN 978-84-7738-108-9 Error en ISBN: suma de verificació no vàlida[7]
- Los griegos en la península ibérica, Madrid, Arco Libros, 1996. ISBN 978-84-7635-223-6
- Esparta y Atenas en el siglo V a. C., escrito en colaboración con José Pascual González. Madrid, Editorial Síntesis, 2007. ISBN 978-84-7738-672-8[7]
- Atlas histórico del mundo griego antiguo escrito en colaboración con José Pascual González. Madrid, Editorial Síntesis, 2006. ISBN 978-84-9756-249-2.[7]
- Protohistoria y antigüedad de la península ibérica, Vol. 1. Las fuentes y la Iberia colonial, escrito en colaboración con Joaquín Gómez Pantoja. Ediciones Sílex. ISBN 978-84-7737-181-6
- Protohistoria y antigüedad de la península ibérica. Las fuentes y la Iberia colonial, escrito en colaboración con variso autores. Ediciones Sílex. ISBN 978-84-7737-182-3
- Historia del mundo clásico a través de sus textos 1. Grecia. Alianza Editorial. ISBN 978-84-206-8682-0